# Peerless Cars
La Peerless Cars è stata una casa automobilistica britannica attiva dal 1957 al 1960. La società fu rifondata nel 1960 a Colnbrook, sobborgo di Slough, con il nome di Warwick (dal nome dell'omonima contea inglese) da uno degli imprenditori che costituirono la Peerless, Bernie Rodger. La Warwick rimase attiva fino 1962.

## Modelli

### Peerless GT Phase 1

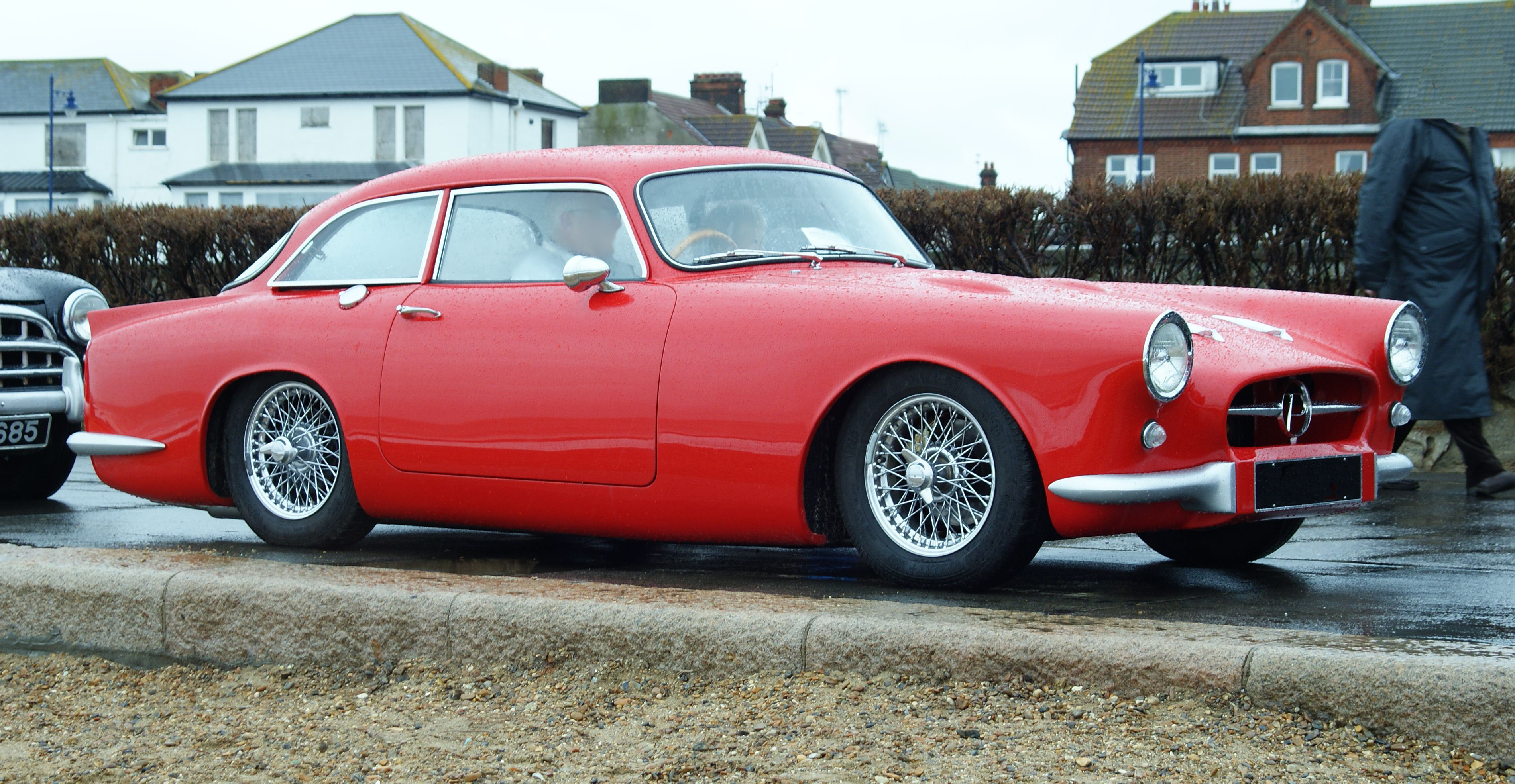
Una Peerless GT del 1958

Il prototipo dell'unico modello di autovettura prodotto dall'azienda automobilistica britannica venne progettato da Bernie Rodger, imprenditore che fondò la Peerless Cars insieme a John Gordon e James Byrnes. Fu realizzato con carrozzeria berlina e corpo vettura in lega: inizialmente gli fu dato il nome di "Warwick". Quando la produzione di serie iniziò nel 1957, il modello fu ribattezzato Peerless GT. Tale nome fu ripreso dal precedente proprietario del fabbricato in cui le auto venivano costruite, la Peerless Motors, che a sua volta, prima di diventare una concessionaria Jaguar, era stata un riparatore di autocarri americani Peerless, giunti in gran numero nel Regno Unito durante la prima guerra mondiale.
La vettura montava il gruppo motopropulsore della Triumph TR3 e un telaio tubolare avente un passo da 2.400 mm. Le sospensioni anteriori erano prelevate dalla TR3 mentre quelle posteriori comprendevano un ponte de Dion e le molle standard della Triumph. Il corpo vettura a quattro posti era in vetroresina e disponeva di due serbatoi da 6 galloni ciascuno montati sotto le porte. Il motore, che era a quattro cilindri in linea, aveva una cilindrata di 1991 cm² e una potenza di 100 CV. La vettura raggiungeva ottime prestazioni su strada, ma era costosa da produrre a fronte di un'inferiore qualità d'assemblaggio rispetto ai modelli della stessa categoria commercializzati dalla concorrenza.
Una Peerless GT condotta da Peter Jopp e Percy Crabb disputò la 24 Ore di Le Mans del 1958, dove giunse sedicesima. La stessa vettura, restaurata, ha partecipato alla rievocazione Le Mans Classic nel 2010.

### Peerless GT Phase 2
La GT, di cui venivano assemblati solo cinque esemplari a settimana, riscosse un successo superiore alle aspettative e per far fronte alla domanda che non poteva essere soddisfatta dai processi artigianali dell'azienda, poco più di un anno dopo l'inizio della produzione la vettura venne ampiamente modificata. La carrozzeria divenne una monoscocca completa di panale, cosa che, oltre a ridurre i costi permise di aumentare considerevolmente leggerezza e rigidità torsionale. Esteticamente le modifiche principali riguardarono i fari meno pronunciati, la calandra anteriore che aveva perso la caratteristica "P" e i vetri delle porte anteriori. Nessuna modifica fu fatta alla meccanica della vettura.
Grazie ai nuovi accorgimenti fu possibile aumentare la produzione ma nel frattempo il calo della domanda, assieme all'abbandono di Gordon per divergenze con il resto dell'amministrazione, causò la crisi finanziaria dell'azienda e la messa in liquidazione. La produzione della GT terminò nel 1960 dopo 325 esemplari assemblati, 70 dei quali furono esportati negli Stati Uniti.

### Warwick GT

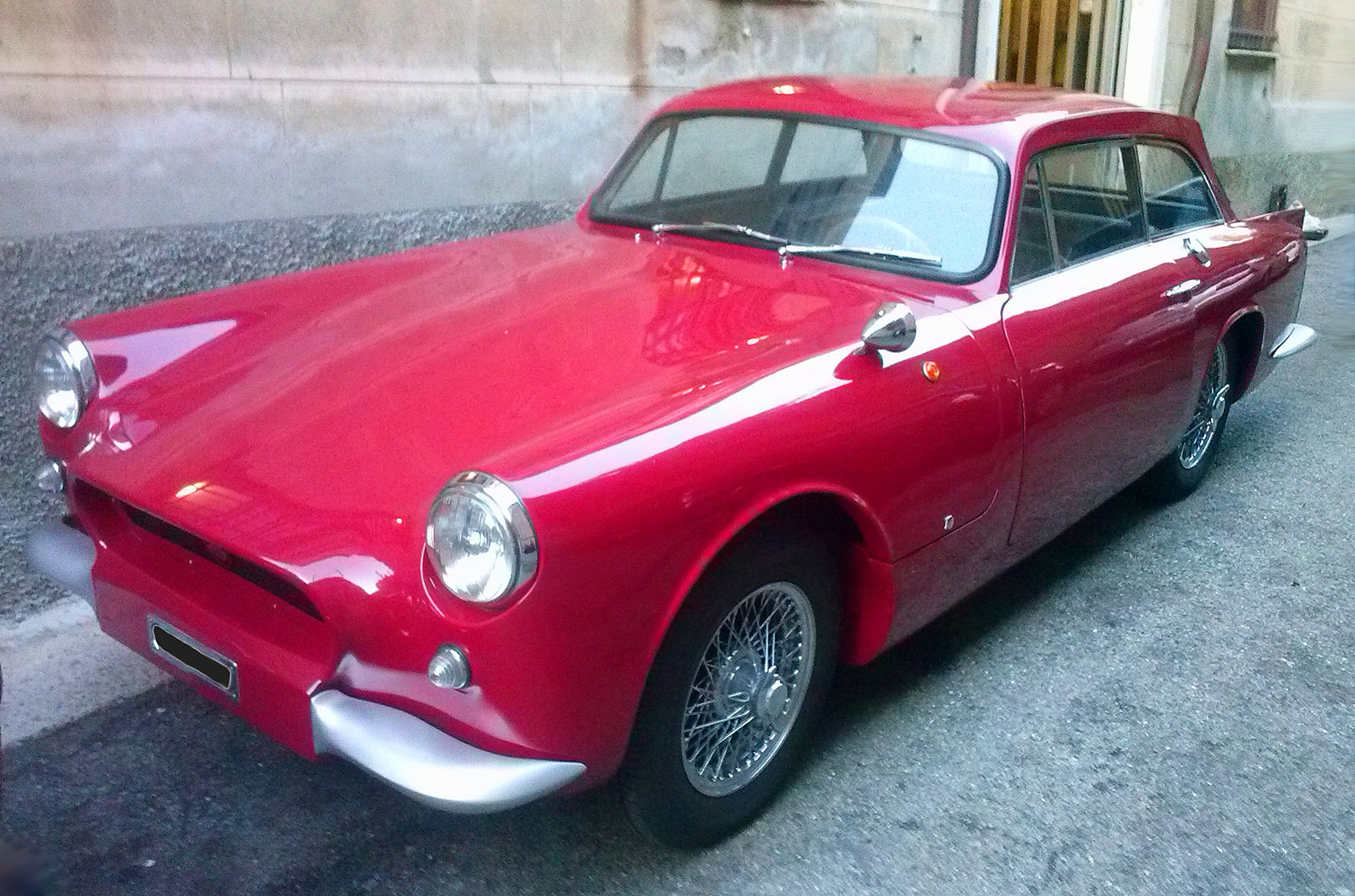
Warwick GT del 1961 guida sinistra

Nel 1960 Bernie Rodger rilevò componenti e pezzi di ricambio e riprese ad assemblare la Peerless GT con il nome di Warwick GT in un nuovo stabilimento. Le modifiche riguardarono sia il del telaio, irrigidito ed alleggerito, che la carrozzeria, dove in particolare il piccolo cofano fu sostituito dall'intera parte anteriore ribaltabile in avanti. Internamente la nuova auto si distingueva dalla progenitrice dalla strumentazione che era stata interamente spostata al centro del cruscotto in modo da semplificare la conversione per la guida a sinistra. L'auto disponeva di interni in vinile nero, tetto apribile, autoradio e cinture di sicurezza. In disponibili a richiesta anche sedili in pelle e ruote a raggi. Salvo un nuovo radiatore, anche in questo caso la meccanica rimase pressoché immutata.
La Warwick GT fu prodotta dal 1960 al 1962 in 40 esemplari. Il passo della vettura era di 2.388 mm, la lunghezza 4.445 mm, la larghezza 1.626 mm e l'altezza 1.295 mm. Il modello fu provato dalla rivista The Motor nel 1961. Durante il test vennero registrate una velocità massima di 169,5 km/h, un'accelerazione da 0 a 97 km/h di 12,6 secondi e un consumo di carburante di 8,8 L/100 km. Il modello costava 16.666 sterline incluse le tasse.
Nel 1961 furono anche realizzati due prototipi del modello successore, la 3.5 Litre o 305 GT, che erano dotati di un motore V8 in lega della Buick da 3.523 cm² di cilindrata e 155 CV di potenza: questo propulsore in seguito fu anche utilizzato dalla Rover su alcune sue vetture.
In seguito John Gordon e Jim Keeble, per produrre nel 1960 la Gordon GT, che entrò in produzione di serie nel 1964 con marchio Gordon-Keeble, usarono il telaio della Peerless GT, un motore Chevrolet e una carrozzeria disegnata da Giugiaro e realizzata da Bertone.